# Saint-Martin-Sainte-Catherine
Saint-Martin-Sainte-Catherine är en kommun i departementet Creuse i regionen Nouvelle-Aquitaine i de centrala delarna av Frankrike. Kommunen ligger i kantonen Bourganeuf som tillhör arrondissementet Guéret. År 2022 hade Saint-Martin-Sainte-Catherine 330 invånare.

## Befolkningsutveckling
Antalet invånare i kommunen Saint-Martin-Sainte-Catherine
Referens:INSEE